# Lago di Mergozzo
Il lago di Mergozzo (lagh da Margözz in dialetto ossolano) è uno specchio lacustre nelle Alpi Lepontine, nella provincia del Verbano-Cusio-Ossola, quarto lago del Piemonte per estensione, nonché il più pulito d'Italia. Il lago è completamente compreso nella zona di protezione speciale Lago di Mergozzo e Mont'Orfano.

## Toponimo
Sulle rive del lago si affaccia il caratteristico comune di Mergozzo che dà il nome al lago.

## Geografia
Il lago si trova in Piemonte nella provincia del Verbano-Cusio-Ossola e, in linea d'aria, dista circa un paio di chilometri dal Lago Maggiore e una decina dal lago d'Orta e da Omegna. Il lago di Mergozzo è circondato dal Montorfano - che lo separa dalla Valle del Toce - e dai primi rilievi della Val Grande, come ad esempio le creste frastagliate dei Corni di Nibbio.  Gli affluenti del lago sono il rio Rascina e il rio Valle dei Noci.

### Caratteristiche
La lunghezza massima del bacino è di circa 2,5 km, la larghezza di poco più di un chilometro, mentre la circonferenza misura circa 6 km. La profondità massima delle acque è di 74 metri, per un volume totale d'acqua di 90 milioni metri cubi. Oggi il Lago di Mergozzo e il Lago Maggiore sono collegati tramite un piccolo canale lungo 2,7 km, non navigabile a causa del dislivello, le cui acque scorrono dal Mergozzo al Verbano visto che esso è più elevato rispetto al Maggiore di circa 1 metro. Le acque di questo piccolo lago risultano essere tra le più pure e pulite d'Italia: vista la mancanza di industrie sulle rive, il divieto d'uso di barche a motore e una rete fognaria che - con dei sofisticati filtri - non scarica nel bacino ma nel Toce.

## Geologia
In tempi antichi il lago rappresentava l'estrema punta del braccio occidentale del Lago Maggiore, il cosiddetto Sinus Mergotianus. In passato, tuttavia, il lago era più esteso ed elevato. Da circa cinque secoli, le continue inondazioni e alluvioni del fiume Toce hanno formato un lembo di terra che ha diviso i due bacini (Lago di Mergozzo, appunto, e Lago Maggiore) e sul quale è nata la frazione di Fondotoce, appartenente al capoluogo Verbania.

## Sport e turismo
Le acque del lago di Mergozzo sono tra le più pulite d'Italia. Proprio per questo, è meta di turismo - soprattutto tedesco - e per gli appassionati di sport acquatici come la canoa, il kayaking, il windsurf. Per le sue caratteristiche, risulta essere una delle mete predilette per gli appassionati di pesca sportiva.